# Bodegas Cerrato
Las Bodegas Cerrato, conocidas localmente como Cantine Cerrato, son un monumento arqueológico subterráneo de Bovino, en la provincia de Foggia en Apulia (Italia) y consisten en dos habitaciones que pertenecen a una cisterna de la época romana.
Están ubicadas en el centro histórico de Bovino, debajo del bloque entre la Concatedral, vía Roma, vía Torino y vía Alfieri, a unos tres metros de profundidad desde el nivel actual de la calle. Se puede acceder a los restos desde vía Torino, pero las áreas subterráneas se extienden por más de 20 metros y continúan por debajo de otros edificios.

## Descripción

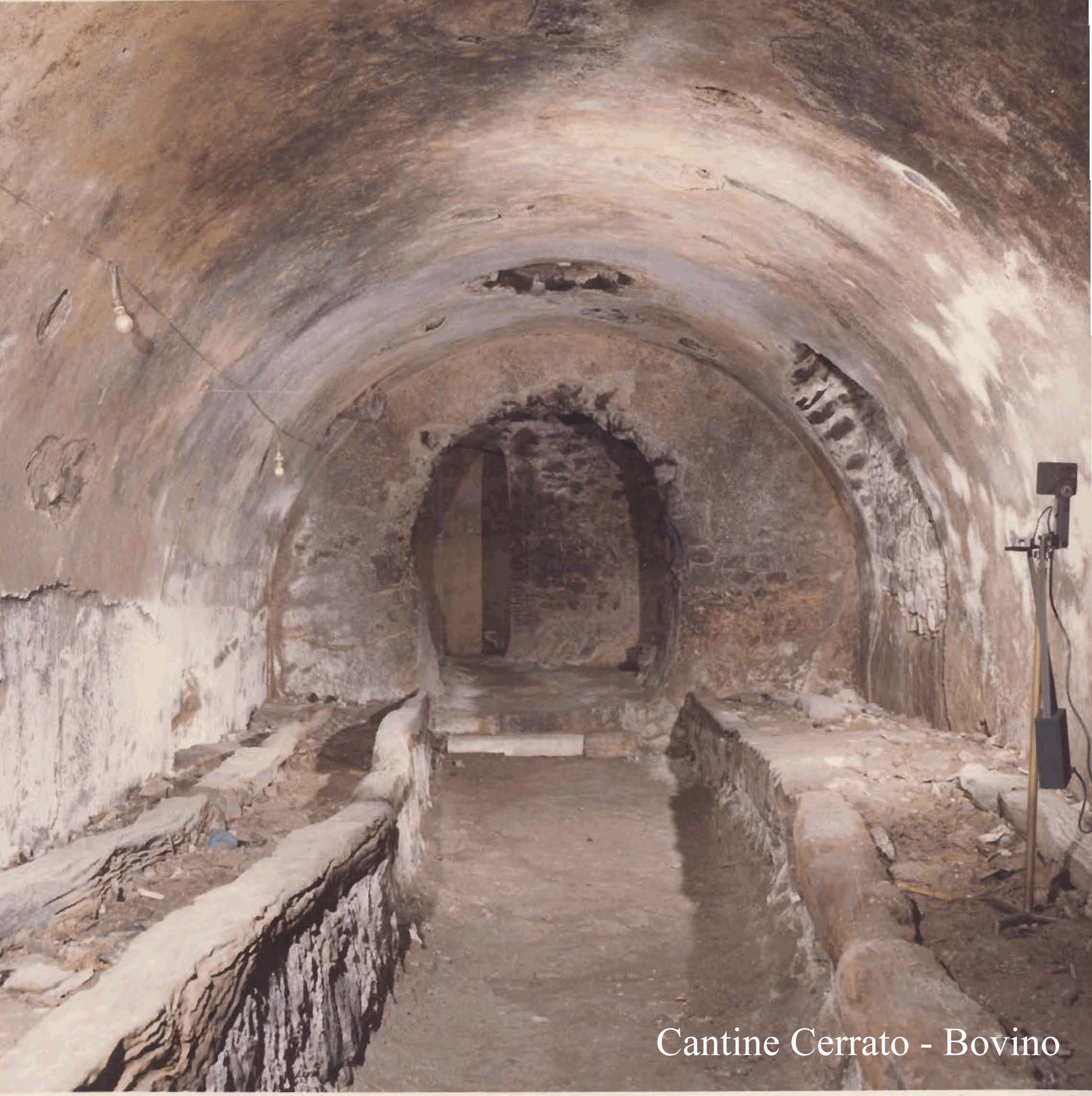
Bodegas Cerrato - Habitación A

Los restos antiguos consisten en dos habitaciones perpendiculares (A y B), parcialmente cortadas en la roca y en parte hechas con paredes de "laterizio" (el ladrillo utilizado en la época romana), cubiertas por bóvedas de cañón y opus signinum. Aquí desembocan conductos subterráneos que conectan a otros pozos y  tanques de la ciudad. La habitación B está separada longitudinalmente en dos salas mediante pilares de arcos en ladrillo "laterizio".
Probablemente se trataba de cisternas conectadas con el suministro de agua de la ciudad, quizás embalses que asentaban el agua que llegaba desde el acueducto.
Las dos habitaciones están conectadas con otras estructuras antiguas, a lo largo del eje representado hoy por la plaza Guido Paglia, la plaza Duomo y la plaza Marino Boffa (donde se supone que surgiera el "foro" de la ciudad), todas orientadas de acuerdo con la probable disposición ortogonal del área urbana.

### Habitación A
La habitación A, la más pequeña (16,50 mx 4,40 m, con una altura de al menos 4 m), está orientada en dirección norte-sur y se estrecha en la parte sur, donde el muro es redondeado.
Las paredes de los lados norte y oeste son en ladrillo "laterizio": la pared norte tiene un grosor de 70/90 cm y conserva una abertura de 2 m de ancho, probablemente de un período tardío, mientras que la pared oeste, que la separa de la habitación B, tiene aproximadamente 1 m de espesor; los otros dos lados están excavados en la arenisca local. Las paredes están impermeabilizadas con un revestimiento opus signinum cuidadosamente alisado. 

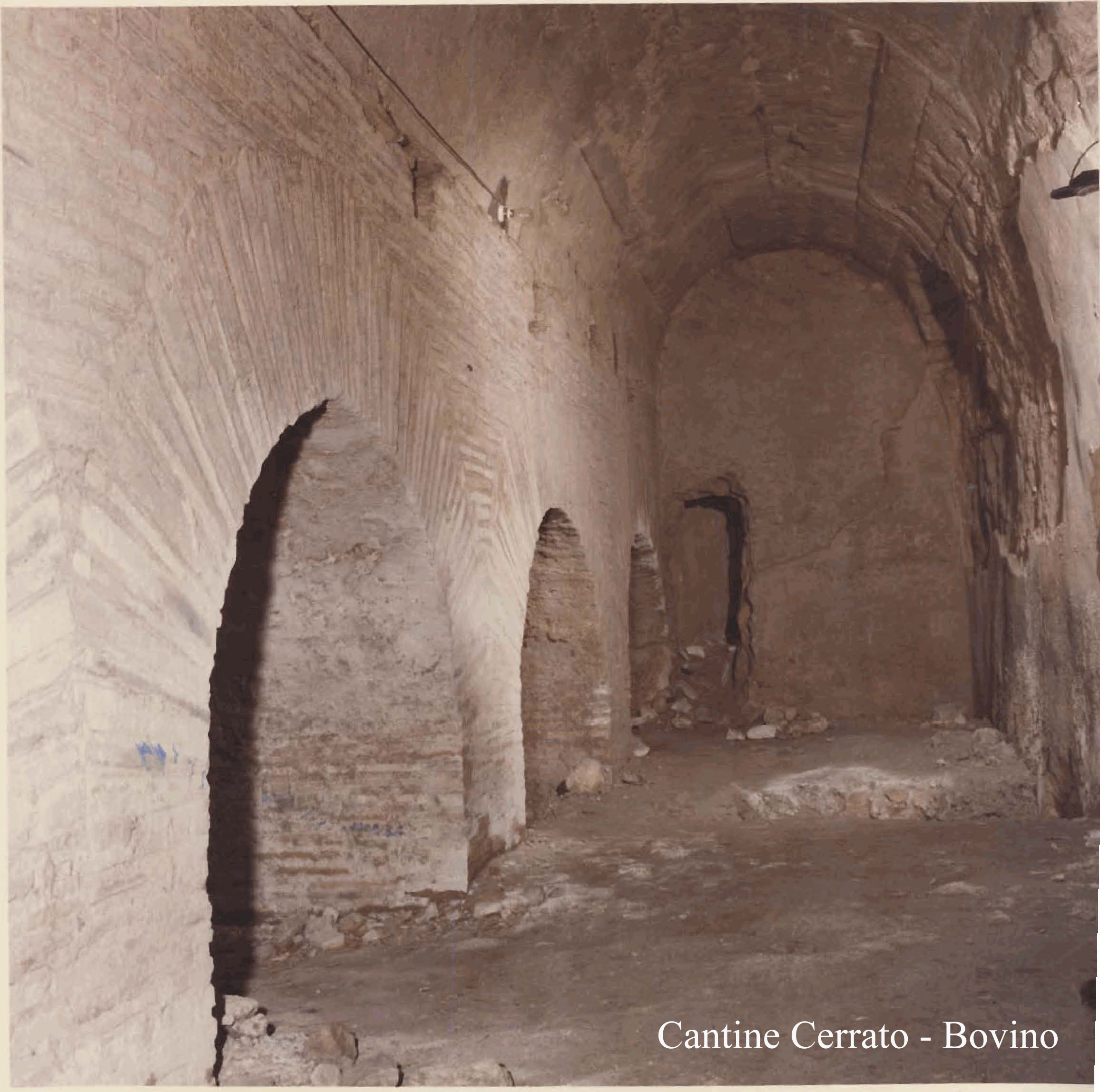
Bodegas Cerrato - Habitación B

La bóveda de cañón, cubierta con yeso puzolánico, tiene numerosos tubos de ventilación y dos pozos, uno en el extremo sur, de 90 cm de diámetro, y el otro hacia el norte, de 1 m de diámetro. Ambos pozos son contemporáneos con la cisterna, como muestra la cubierta que cubre la abertura. En la esquina noroeste también desemboca una tubería de terracota de 24 cm de diámetro.
También aparece un conducto hacia el extremo sur del muro oriental, que parece de época anterior. En este conducto convergen tres ramas, todas cortadas en la roca:
- la primera, de 53 cm de ancho y unos 150 cm de alto, casi paralela al muro oeste, desemboca en la habitación B;
- la segunda, de 45 cm de ancha, se extiende hacia el oeste a un nivel de unos 60 cm por debajo de los otros túneles;
- la tercera, de 45 cm de ancha y aproximadamente 155 cm de alto, llega a un antiguo pozo de 150 cm de diámetro completamente enlucid , después de una distancia de aproximadamente 4 metros,

### Habitación B

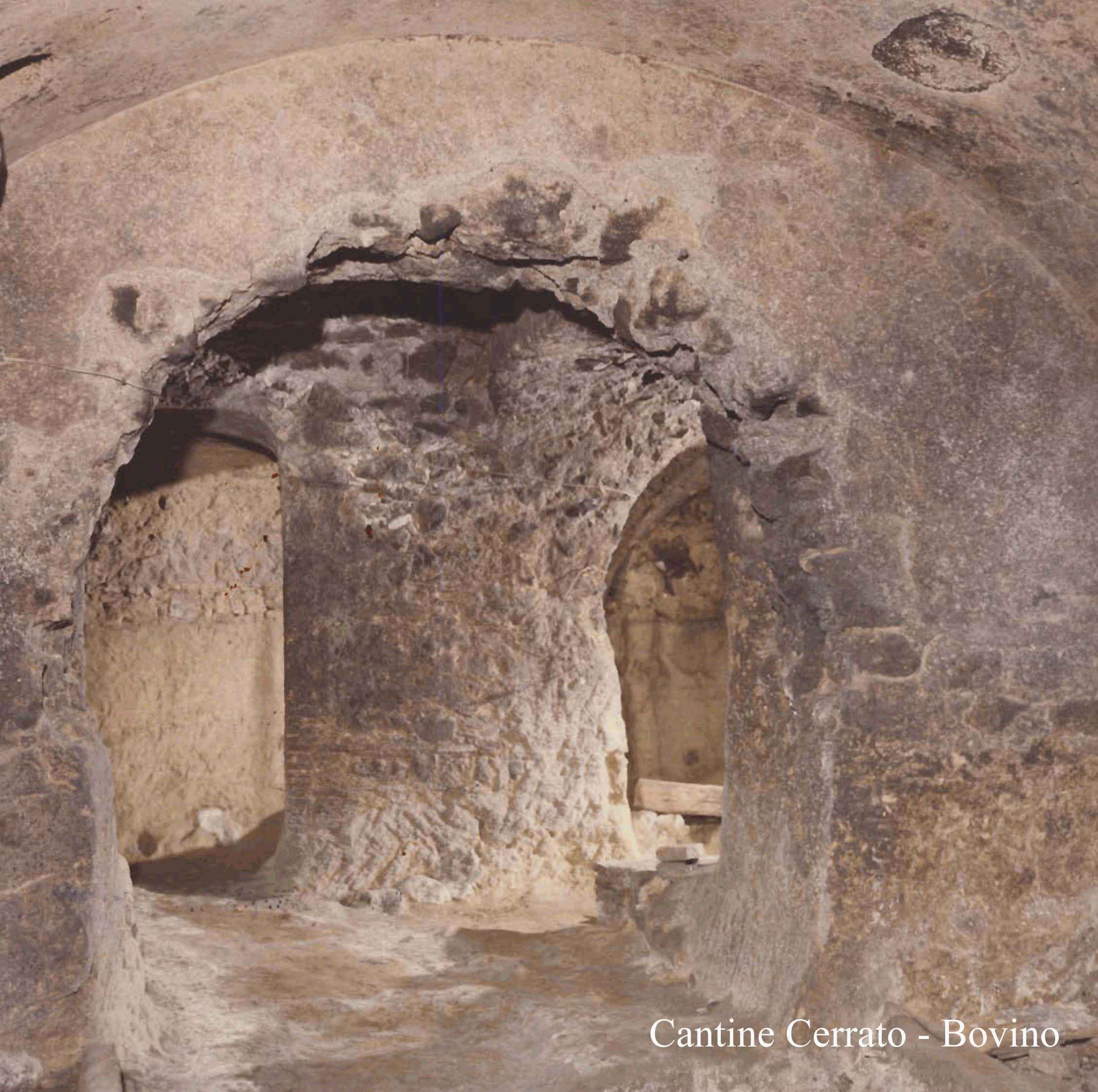
Bodegas Cerrato - Detalles

La habitación B, más grande (18 mx 5,16 m, con una altura de 4,95 m), está orientada de este a oeste y queda ortogonal con respecto a la habitación A. Con la excepción del lado este, que lo separa de la habitación A, los otros tres lados están tallados en la roca. Como en la habitación A, todas las paredes están cubiertas con opus signinum y probablemente también el suelo.
La sala se divide en dos galerías paralelas alargadas (1.85 m de ancho y 2.54 m), con bóvedas de cañón separadas por una fila de seis arcos (altura de aproximadamente 3.60 m), sostenidas por pilares cuadrados (89 cm x 90 cm ) en ladrillo "laterizio", apoyado sobre losas de terracota (15 cm de altura).
Además del conducto antes mencionado, que proviene de la habitación A, desemboca un segundo conducto en semicírculo a lo largo de la misma pared, de función incierta. En la esquina oeste hay dos conductos: uno de aproximadamente 1 m de ancho y 2 m de alto, mirando hacia el norte y a la altura del túnel, tiene una boca de la misma cubierta que la cisterna; el otro, de 45 cm de ancho, comienza a media altura y parece haber sido creado en épocas posteriores; después de un recorrido de unos 20 metros, llega a una cisterna con un diámetro de 2,16 m, desde la cual se ramifican otras dos tuberías, siempre cortadas en la roca.